# Vägtullar i Norge

Norsk vägskylt för betalväg.

Vägtullar förekommer i flera platser i Norge. En väg som har en betalstation längs någon del av vägen, en betalväg, kallas på norska bomvei eller bomveg ("bomväg"). Den norska benämningen på de trafikantfinansierade betalningssystem som finns runt flera städer i Norge är bomring. Bomringen är en ring av vägtullar runt en ort som ofta ligger längs infartsvägar. Benämningen på själva avgiften som tas ut på bomveier och i bomringer är bompenger ("bompengar"). Beteckningarna bomvei och bomring kan komma av att ägare av privatvägar sedan länge har haft rätt att ta betalt av bilister, varvid en bom sattes upp och bilister fick stanna vid och be om att få betala.
Det första systemet med vägtullar i norska tätorter etablerades kring infartslederna i Bergen 1986. Vägtullar runt städer finns numer bland annat i Oslo, Bergen, Bodø, Stavanger, Kristiansand, Trondheim och Haugesund. Många vägbyggen såsom motorvägar och vägtunnlar under vattnet har också avgift som är direkt kopplade till den nybyggde väg(sträckan), och tas vanligen ut av vägens trafikanter i 15 år från dess öppning, eller tills tillräckligt mycket pengar kommit in. Ibland placeras extra stationer längs den äldre vägen för att fordon på genomfart inte ska ta den vägen för att undvika avgift. Detta till skillnad från avgifter i bomringar, där pengarna bland annat används till väg- och järnvägsbyggen i respektive stad med omnejd, så att avgift kan tas ut på vägar som inte förbättras. Bomringen i Oslo skall till exempel bidra till att: "Finansiera utbyggnad av väg- och kollektivtrafik, minska personbilstrafiken, öka tillgängligheten för alla trafikantgrupper, minska utsläppen av växthusgaser och förbättra stadsmiljön", och 89% av pengarna i Oslopakke 3 går till bus, bana och cykel. Vägtullarna i bland annat Trondheim, Kristiansand, Bergen och Oslo har trängselskatt (högre vid rusningstid). Avgiften i Oslo och Bergen är dessutom miljödifferentierad (olika beroende på motortyp). Nollutsläppsfordon betalar avgift som motsvarar högst 50 procent av ordinarie avgift efter rabatt (se Avgiftsklasser och rabatter).
Regeringen Solberg har föreslagit en vägtullsreform med fyra delar: minskning av antal vägtullsoperatörer, att skilja utställar-/betalningsförmedlingsrollen från vägtullsoperatörerna, ett räntekompensationssystem för lån till vägtullsprojekt och en förenkling av avgiftsklass och rabattsystemet.

## AutoPASS

Vägskylt 792.30 automatisk betalstation.

Alla betalstationer i Norge förutom enstaka färjor är numer anpassade för automatisk betalning, och man använder ett system som går under namnet AutoPASS där man har en transponder i bilen. Innehavare av giltig AutoPASS eller annan Easygo-transponder (till exempel Brobizz) kan använda den för automatisk betalning i Autopass betalstationer genom Easygo-samarbetet. Betalning med transponder ger förmåner som rabatt på avgiften. 
För bilar utan transponder fotograferas registreringsskylten och faktura sänds till bilens ägare. Detta gäller även bilar som är registrerade i andra länder än Norge. Utländska fordon utan transponder faktureras av Epass24. Det går att registrera utländska fordon till "Visitor's payment" på Epass24, vilket inte är obligatoriskt men förmånligt eftersom man snabbare får hemskickat faktura och tillgång till fakturor på nätet. I vägtullar som är miljödifferantierade måste utländska fordon dock registreras för att undvika att betala högsta avgiftsklass. Hyrbilskunder bör också registrera sig eftersom de då faktureras av Epass24 direkt - hyrbilsföretaget måste annars efterfakturera kunden (ofta lägger de till extra avgifter för detta). Rabatt erhålls dock endast med giltigt avtal/transponder, att registrera fordonet till "Visitor's Payment" ger inte samma förmåner.

## Obligatorisk transponder för tunga fordon
Sedan 10 oktober 2014 måste alla fordon över 3,5 ton som är registrerade på företag, staten, länsmyndigheter eller kommunen, eller som på annat sätt främst används i näringsverksamhet i Norge använda transponder. Detta gäller för både norska och utländska fordon på hela det norska offentliga vägnätet. Norska polisen, norska tullverket (Tolletaten) och Statens vegvesen har kontrollmyndighet och kontrollerar längs vägen. Om transponder saknas tillkommer en avgift på 8 000 NOK. Avgiften ökar till 12 000 NOK om den inte betalas inom tre veckor. Om detta upprepas flera gånger inom två år tas det ut avgift på 16 000 NOK.

## Vägtullsoperatörer
Alla vägtullar i Norge har en vägtullsoperatör som ansvarar för finansieringen av vägprojektet. Rätten att kräva betalning av vägtullar beviljas när ett vägtullsavtal ingås med Statens vegvesen.
Som ett resultat av vägtullsreformen har fem regionala vägtullsoperatörer, som ägs av fylkena (länen) gemensamt, bildats (vanligen genom sammanslående av äldre bolag):
- Bompengeselskap Nord AS (Nordland och Troms og Finnmark)
- Vegamot AS (Møre og Romsdal och Trøndelag)
- Ferde AS (Agder, Rogaland och Vestland)
- Vegfinans AS (Akershus, Innlandet, Vestfold, Telemark fylke, Buskerud och Østfold fylke)
- Fjellinjen AS (Oslo och Akershus)

## Avgiftsklasser och rabatter
| Avgiftsklass 1                                                                                         | Avgiftsklass 1 | Avgiftsklass 2 |
| --- | --- | --- |
| | - Lätta fordon (upp till 3,5 ton) - Fordon registrerade inom kategori M1 (personbil) i fordonsregistret (oavsett viktklass)                | - Tunga fordon (över 3,5 ton) förutom fordon registrerade inom kategori M1 (personbil) i fordonsregistret               |
| Personbilar (M1) över 3,5 ton måste ha en giltig transponder för att kunna inkluderas i avgiftsklass 1 | Obligatorisk transponder: För kommersiella fordon över 3 500 kg är det obligatoriskt att ha en giltig transponder.                         | |
| Avgiftsklasser vid miljödifferentiering                                                                | Avgiftsklass 1 är uppdelad i: - nollutsläpp (elbilar och vätgas/bränslecellsbilar) - laddhybrid - diesel - andra (bensin, gas, etanol etc) | Avgiftsklass 2 är uppdelad i: - nollutsläpp (elbilar och vätgas/bränslecellsbilar) - laddhybrid - Euro VI - Pre-Euro VI |
| Generell transponder rabatt                                                                            | 20% | 0% |

Regeringens förslag att införa ett nytt avgiftsklass och rabattsystem för vägtullsprojekt godkändes av Stortinget genom behandlingen av Proposition till Stortinget om statsbudgetens utgifter, Prop. 1 S Bilaga 2 / Innst. 13 S (2015-2016). Det nya systemet innebär en standardisering av rabatter och borttagning av lokala specialordningar. Alla fordon i avgiftsklass 1 med giltig transponder får 20% rabatt, och ingen rabatt ges till fordon i avgiftsklass 2. Rabatt erhålls endast med giltig transponder, att registrera fordonet på Epass24/"Visitor's Payment" ger inte samma förmåner.
Det införs i ett ökande antal vägtullar avgift för nollutsläppsfordon (elbilar och vätgas/bränslecellsbilar) i avgiftsklass 1, som motsvarar 50 procent av ordinarie avgift efter rabatt (till exempel, om avgiften är 10 kr kostar det 8 kr med giltig transponder/avtal. Avgiften för nollutsläppsfordon får då högst vara 4 kr). Nollutsläppsfordon i avgiftsklass 2 är fortfarande befriade från att betala avgift. Införande av betalning för nollutsläppsfordon är i linje med riktlinjerna från Prop. 87 S (2017-2018) och lokala beslut. Betalning av vägtullar som nollutsläppsfordon kräver transponder och ett giltigt avtal. Utan detta debiteras nollutsläppsfordon till ordinarie avgift på samma sätt som andra fordon.

## Bomringer – vägtullar runt städer
| Stad/Landskap     | Paket                                      | | Fylke                | Vägtullsoperatör                    |
| ----------------- | ------------------------------------------ | --- | -------------------- | ----------------------------------- |

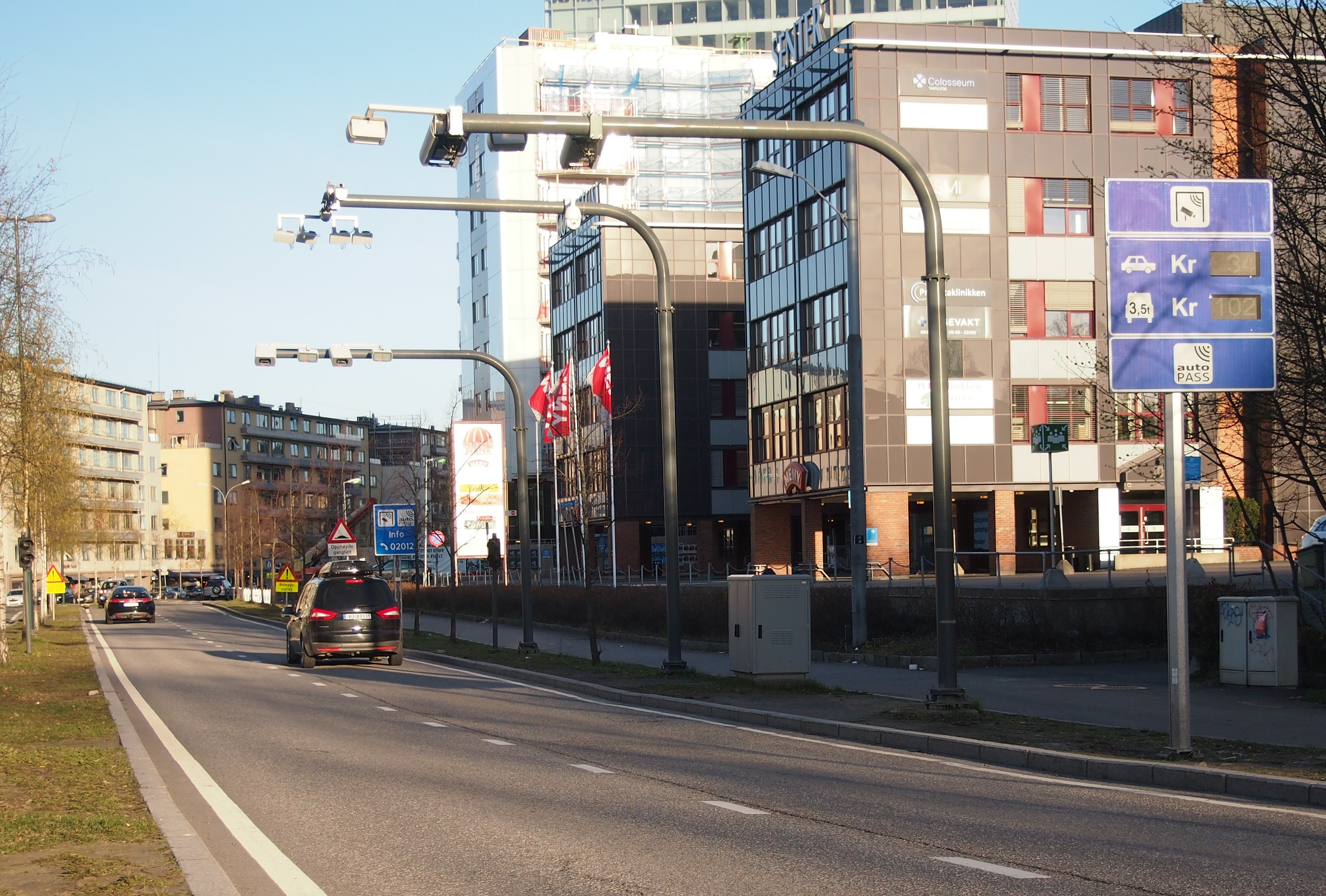
En automatisk betalstation i Oslo.

| Oslo och Akershus | Oslopakke 3                                | Vägtullsavgiften i Oslo tas ut genom att bilister som kör mot Oslo får betala en summa till Fjellinjen. Summan är 45 norska kronor för bensinbilar och 50 för dieselbilar, dock 10 kr mer i rusningstid (2019). För trafik ut från Oslo betalas ingen avgift. Vägtullssystemet i Oslo kan anses kontroversiellt och är mycket omdiskuterat, även om två tredjedelar av Osloborna (enligt tidningen Aftenposten) är positiva till det. När systemet kom till i slutet på 80-talet var det bara tänkt att det skulle vara i bruk till 1997. Dock har det varit en kontinuerlig utvidgning av de planer på väg- och järnvägsprojekt som bomringen skall vara med och finansiera, och detta – i kombination med avgifternas hämmande effekt på vägtrafiken in till centrum – är en möjlig förklaring till systemets framgång. Oslo stad har sett en klar förbättring av utbyggnaden av stadens väg- och kollektivtrafiknät tack vare dess bomring. Det så kallade Oslopaketet 1 (no. Oslo-pakke 1), som bland annat omfattade en utbyggnad av tunnlar på E18 och Ring 1, blev helfinansierat genom intäkter från vägatullsystemet. Oslopaketet 2 blev delfinansierat via vägtullar, med projekt som Tåsentunnelen (på Ring 3/Riksvei 150) och T-baneringen. 2008–2032 byggs Oslopaket 3 till en kostnad på 75 miljarder norska kronor och som innehåller både väg och järnvägsbyggen. | Oslo, Akershus       | Fjellinjen AS                       |
| Kristiansand      | Samferdselspakke for Kristiansandsregionen | Kristiansand fick ursprungligen ett avgiftssystem för att finansiera en ny Varoddbro. Sedan dess har flera andra projekt finansierats via intäkter från avgifterna. Den 1 juli 2010 sattes priset för att köra in till Kristiansand till 21 norska kronor, senare minskad till 14 kronor utanför rusningstid. | Agder                | Ferde AS                            |
| Nord-Jæren        | Bymiljøpakken                              | Stavanger och vissa kringliggande kommuner på norra Jæren har ett avgiftssystem. | Rogaland             | Ferde AS                            |
| Haugalandet       | Haugalandspakken                           | Haugesund och kringliggande kommuner på Haugalandet har ett avgiftssystem sedan 1 juli 2008. | Rogaland, Vestland   | Ferde AS                            |
| Bergen            | Miljøløftet                                | Bergen fick som första europeiska stad vägavgifter för centrumtrafik den 2 januari 1986. | Vestland             | Ferde AS                            |
| Askøy             | Askøypakken                                | Askøypakken sedan 1 november 2014. | Vestland             | Ferde AS                            |
| Bodø              | Bypakke Bodø                               | Bodø har en avgiftsring för att finansiera vägförbättringar i staden. | Nordland             | BPS Nord - Veipakke Salten AS       |
| Fredrikstad       | Bypakke Nedre Glomma                       | Vägtullarna i Fredrikstad inkluderar tullarna i Kråkerøyforbindelsen (Værstebrua och Kråkerøybrua) | Østfold              | Vegfinans Bypakke Nedre Glomma AS   |
| Førde             | Førdepakken                                | Førdepakken, paket som ska främja god centrumsutveckling i Førde. | Vestland             | Ferde AS                            |
| Grenland          | Bypakke Grenland                           | Bypakke Grenland, bestående av 49 olika projekt. | Vestfold og Telemark | Vegfinans Bypakke Grenland AS       |
| Harstad           | Harstadpakken                              | Vägtullarna infördes i juni 2016 och finansierar Harstadpakken, som bland annat innehåller en förbifart i tunnel för riksvägen. | Troms og Finnmark    | BPS Nord - Troms Bompengeselskap AS |
| Nordhordland      | Nordhordlandspakken                        | Från 1 december 2019 | Vestland             | Ferde AS                            |
| Trondheim         | Miljøpakke Trondheim                       | Trondheim har sedan 1991 ett avgiftssystem i form av en ring runt staden. Den avskaffades 2005 men återinfördes 2010. Det är också avgift på flera ställen på E6 utanför staden, för att bekosta dess utbyggnad. E6 kommer att bli motorväg hela sträckan mellan Støren och Stjørdal (80 km). | Trøndelag            | Vegamot AS                          |

## Avgiftsbelagda vägar

### Allmänna vägar

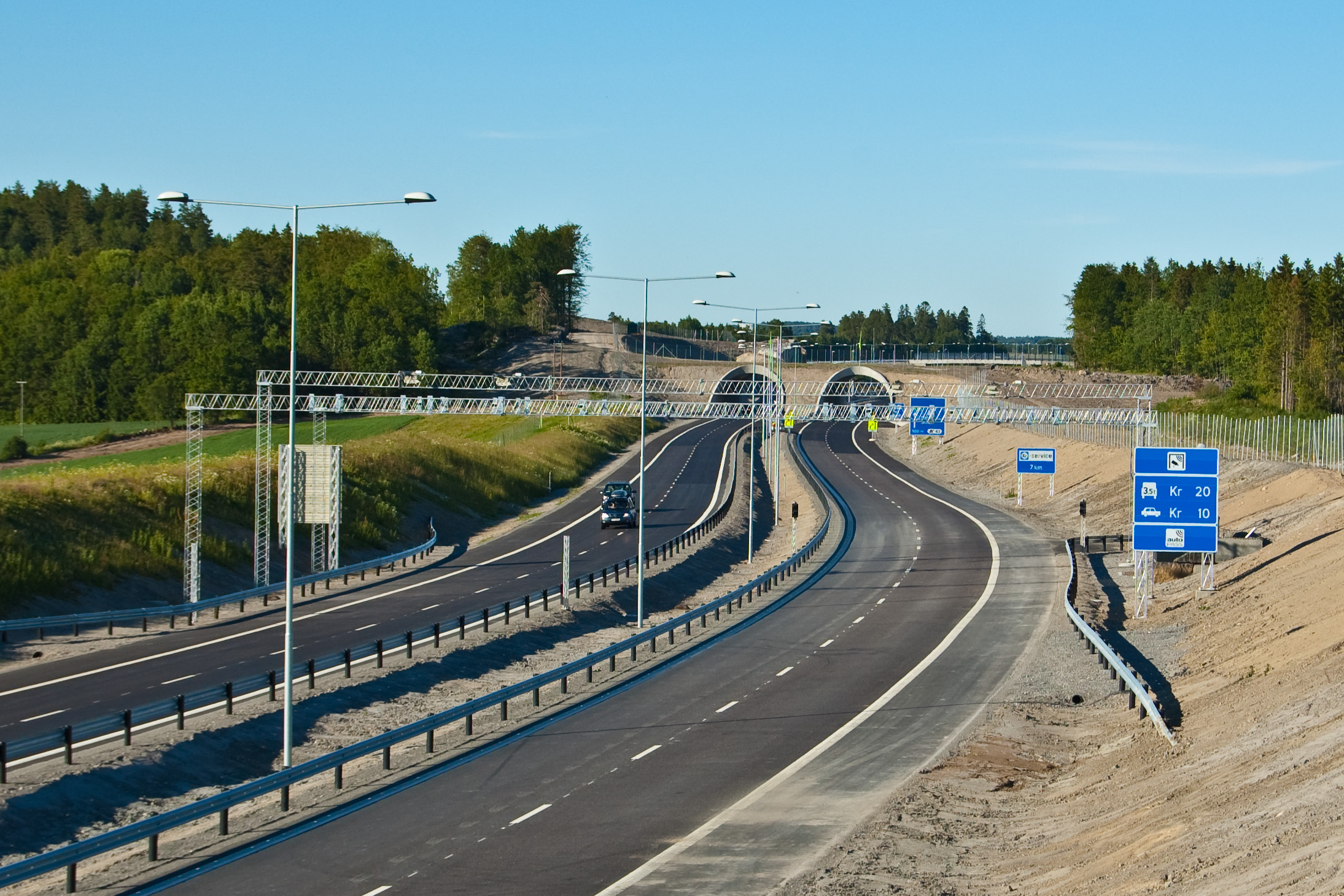
En betalstation på E18 på Skinmo norr om Larvik.

| Väg                  | Sträcka                                                                    | Fylke                | Vägtullsoperatör                       |
| -------------------- | -------------------------------------------------------------------------- | -------------------- | -------------------------------------- |
| E6                   | Moss,Raukerud, Østfoldpakka                                                | Østfold              | Vegfinans Østfold Bompengeselskap AS   |
| E6                   | Gardermoen–Biri                                                            | Akershus             | Vegfinans E6 Gardermoen-Moelv AS       |
| E6                   | Øyer–Tretten - Tingberg                                                    | Innlandet            | Vegfinans E6 Oppland                   |
| E6                   | Frya–Sjoa                                                                  | Innlandet            | Vegfinans Ringebu-Otta AS              |
| E6                   | Trondheim–Stjørdal - Ranheim - Leistad - Hommelvik                         | Trøndelag            | Vegamot AS                             |
| E6                   | Helgeland norr - E6 Skamdal - E6 Reinforshei - Bolna (Saltfjället)         | Nordland             | BPS Nord - Nordland Bompengeselskap AS |
| E6                   | Helgeland syd - E6 Svenningvatn - E6 Kommungränsen Grane–Vefsn - E6 Forsmo | Nordland             | BPS Nord - Nordland Bompengeselskap AS |
| E6                   | Hålogalandsbron                                                            | Nordland             | BPS Nord - Hålogalandsbrua AS          |
| E6/E10               | Trældal–Leirvik                                                            | Nordland             | BPS Nord - Hålogalandsbrua AS          |
| E16                  | Bolstad, Vossapakko                                                        | Vestland             | Ferde AS                               |
| E16                  | Kongsvinger–Slomarka, väster om Kongsvinger                                | Innlandet            | Vegfinans E16 Kongsvingervegen AS      |
| E16                  | Bagn–Bjørgo                                                                | Innlandet            | Vegfinans E16 Oppland AS               |
| E18                  | Riksgränsen–Vinterbro, Østfoldpakka                                        | Østfold              | Vegfinans Østfold Bompengeselskap AS   |
| E18                  | Gulli–Langangen                                                            | Vestfold og Telemark | Vegfinans E18 Vestfold AS              |
| E18                  | Rugtvedt–Dørdal                                                            | Vestfold og Telemark | Vegfinans E18 Telemark AS              |
| E18                  | Tvedestrand–Arendal                                                        | Agder                | Ferde AS                               |
| E134                 | Damåsen–Saggrenda                                                          | Buskerud             | Vegfinans E134 Buskerud AS             |
| E134                 | Stordalstunneln                                                            | Vestland             | Ferde AS                               |
| E136                 | Tresfjordsbron, Vestnes                                                    | Møre og Romsdal      | Vegamot AS                             |
| Riksväg 3/Riksväg 25 | Løten–Elverum                                                              | Innlandet            | Vegfinans Rv3 og Rv25 Hamar-Elverum AS |
| Riksväg 4            | Dynna, Lunner gräns                                                        | Innlandet            | Vegfinans Rv4 Oppland                  |
| Riksväg 7            | Sokna–Ørgenvika, väster om Sokna                                           | Buskerud             | Vegfinans Hallingporten AS             |
| Riksväg 13           | Hardangerbron                                                              | Vestland             | Ferde AS                               |
| Riksväg 13           | Svelgane, Vossapakko                                                       | Vestland             | Ferde AS                               |
| Riksväg 13           | Ryfylketunneln, Ryfast (från 2020-03-30)                                   | Rogaland             | Ferde AS                               |
| Riksväg 13           | Hundvågstunneln, Ryfast (från 2020-03-30)                                  | Rogaland             | Ferde AS                               |
| Riksväg 36           | Slåttekås–Årnes, Ullevik                                                   | Vestfold og Telemark | Vegfinans Rv36 Telemark                |
| Fylkesväg 17         | Dyrstad–Sprova                                                             | Trøndelag            | Vegamot AS                             |
| Fylkesväg 34         | Grime–Vesleelva                                                            | Innlandet            | Vegfinans Fv34 Oppland                 |
| Fylkesväg 49         | Kvammapakken - Steinsdalen                                                 | Vestland             | Ferde AS                               |
| Fylkesväg 78         | Toventunneln, Vefsn, Vegpakke Helgeland                                    | Nordland             | BPS Nord - Helgeland Veiutvikling AS   |
| Fylkesväg 79         | Kvammapakken - Kjepsohøgda                                                 | Vestland             | Ferde AS                               |
| Fylkesväg 128        | Gamle E18, Østfoldpakka                                                    | Østfold              | Vegfinans Østfold Bompengeselskap AS   |
| Fylkesväg 175        | Åsum, Kongsvinger–Slomarka                                                 | Innlandet            | Vegfinans E16 Kongsvingervegen AS      |
| Fylkesväg 184        | Kolomoen–Moelv                                                             | Innlandet            | Vegfinans E6 Gardermoen-Moelv AS       |
| Fylkesväg 198        | Fulu, Kongsvinger–Slomarka                                                 | Innlandet            | Vegfinans E16 Kongsvingervegen AS      |
| Fylkesväg 255        | Fåberg, Gausdalsvegen                                                      | Innlandet            | Vegfinans Gausdalsvegen AS             |
| Fylkesväg 286        | Damåsen–Saggrenda                                                          | Buskerud             | Vegfinans E134 Buskerud                |
| Fylkesväg 316        | Kambo, Østfoldpakka                                                        | Østfold              | Vegfinans Østfold Bompengeselskap AS   |
| Fylkesväg 450        | Øvstabø, Gjesdal                                                           | Rogaland             | Ferde AS                               |
| Fylkesväg 519        | Finnøytunnelen, Rennesøy                                                   | Rogaland             | Ferde AS                               |
| Fylkesväg 542        | Bømlabron, Bømlopakken, Stord                                              | Vestland             | Ferde AS                               |
| Fylkesväg 553        | T-förbindelsen                                                             | Rogaland             | Ferde AS                               |
| Fylkesväg 714        | Laksevegen                                                                 | Trøndelag            | Vegamot AS                             |
| Fylkesväg 715        | Fosenpakken, Krinsvatn, Indre Fosen kommun                                 | Trøndelag            | Fosenvegene AS                         |
| Fylkesväg 720        | Strømnes–Malm                                                              | Trøndelag            | Vegamot AS                             |
| Fylkesväg 858        | Ryatunneln, Tromsø                                                         | Troms og Finnmark    | Ryaforbindelsen AS                     |
| Fylkesväg 2300       | Dynna, Lunner gräns                                                        | Innlandet            | Vegfinans Rv4 Oppland AS               |
| Fylkesväg 2450       | Bagn–Bjørgo                                                                | Innlandet            | Vegfinans E16 Oppland AS               |
| Fylkesväg 2522       | Frya–Sjoa                                                                  | Innlandet            | Vegfinans Ringebu-Otta AS              |
| Fylkesväg 2522       | Skarsmoen                                                                  | Innlandet            | Vegfinans E6 Oppland                   |
| Fylkesväg 2528       | Jørstadmoen, Lundgård, Gausdalsvegen                                       | Innlandet            | Vegfinans Gausdalsvegen AS             |
| Fylkesväg 5981       | Runt Tresfjorden, Eksportvegen                                             | Møre og Romsdal      | Vegamot AS                             |

### Övriga
- En del privata småvägar kan ha avgift, ofta 100 NOK

Generell källa med karta över alla stationer:

### Framtida
Det finns beslut på att med lånade pengar och med vägtullar snabbt bygga ut motorvägsnätet. År 2015 bildades det statliga företaget Nye Veier AS som ska leda detta. Flera sträckor är under byggnad (2020). Innan 2035 planeras det finnas motorväg Oslo–Stavanger, Svinesund–Lillehammer, Gardermoen–Kongsvinger, 12 mil i Trøndelag och eventuellt Stavanger–Bergen. Alla nybyggda sträckor får vägtullar i 15–20 år.

## Färjor med vägtullsavgift
Följande färjerutter tar in vägtullsavgift som tillägg till färjebiljetten.
| Väg           | Färjelinje         | Fylke     | Rederi  | Vägtullsoperatör |
| ------------- | ------------------ | --------- | ------- | ---------------- |
| E39           | Mortavika–Arsvågen | Rogaland  | Fjord1  |                  |
| Fylkesväg 541 | Langevåg–Buavåg    | Vestland  | Nordled | Ferde AS         |
| Fylkesväg 546 | Husavik–Sandvikvåg | Vestland  | Fjord1  | Ferde AS         |
| Fylkesväg 546 | Krokeide–Hufthamar | Vestland  | Fjord1  | Ferde AS         |
| Fylkesväg 710 | Brekstad–Valset    | Trøndelag | Fjord1  | Fosenvegene AS   |
| Fylkesväg 715 | Flakk–Rørvik       | Trøndelag | ATB     | Fosenvegene AS   |

Många färjerutter utan vägtullsavgift använder också AutoPass som betalningssystem (alla bilfärjor har avgift). Detta konseptet heter AutoPASS for ferje. ("AutoPASS för färja"). Med ett giltigt Autopass (eller annat Easygo)-avtal erhålls 10% rabatt när man betalar färjebiljetten med sin transponder. Genom att teckna ett eget avtal och tanka på ett särskilt Autopass färjekonto erhålls 50% (40% för företag) rabatt för fordon.

## Avvecklade bomringer och betalvägar

### Bomringer
- Tønsberg

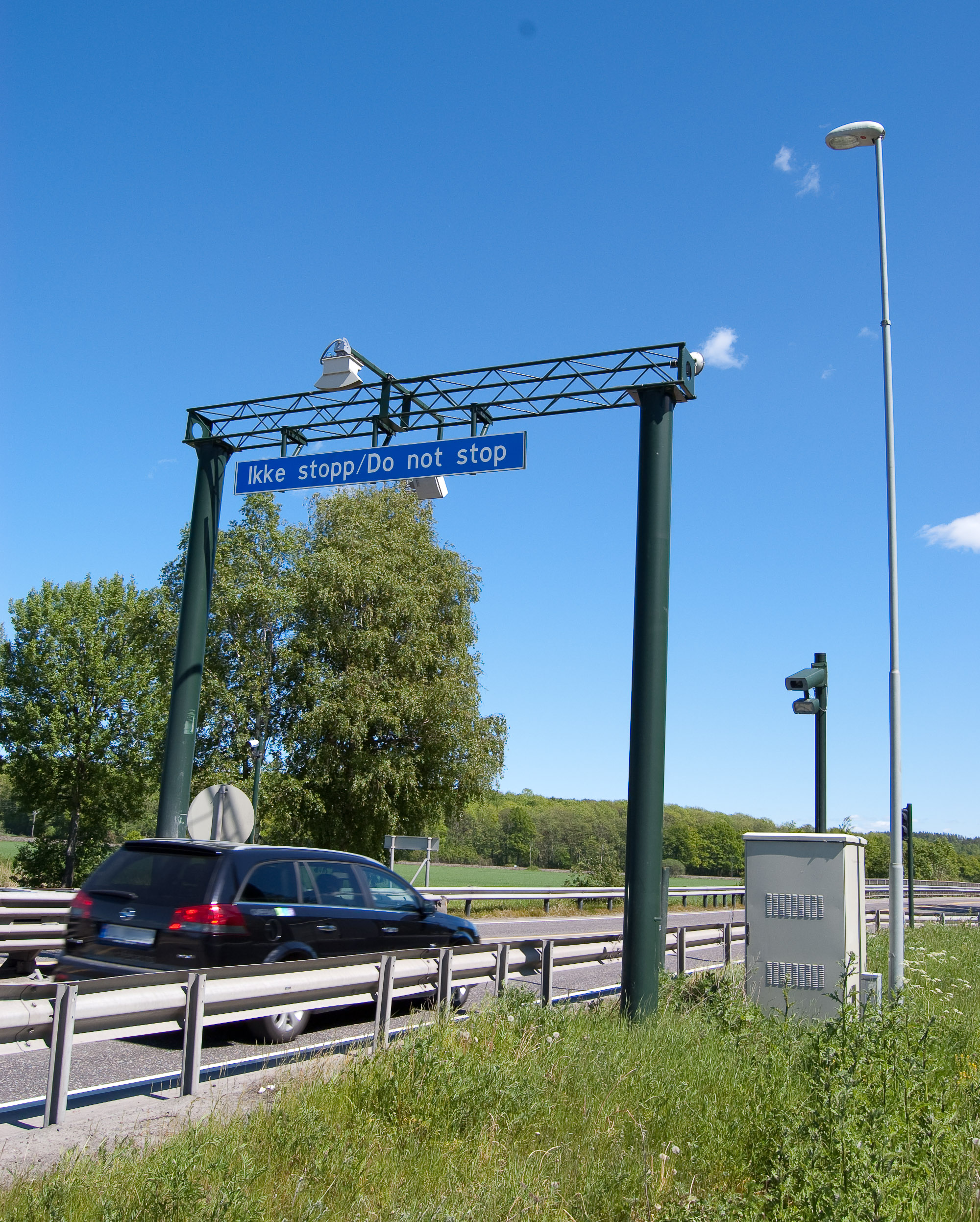
Automatisk betalstation i Tønsberg.

  - Tønsberg hade trots stort lokalt motstånd en bomring sedan 1 februari 2004. Den lades ned 2016 då vägbygget blivit betalt. En fortsättning med ett vägbygge till stoppades i en kommunal folkomröstning.
- Namsos
  - Namdalsprosjektet – Namsos hade 2003–2019 ett avgiftssystem för att finansiera förbättringar av infartsvägarna till staden, särskilt den 360 meter långa Namsosbron.

### Betalvägar
- Listerpakken
  - E39 mellan Lyngdal och Kvinesdal
  - Fv 43 mellan Lyngdal och Farsund
  - Fv 465 vid Gjervollstad
- E6 Svinesundsbron
- E16 Fønhus–Bagn
- Fv17 Godøystraumen
- Fv118 Gamla Svinesundsbron
- Fv544 Halsnøysambandet
- Rv 80 Fauske–Bodø
- Fv 33 Skreifjella–Totenvika

### Tunnlar
i urval, mest tunnlar med artikel på svenska
- Bömlafjordtunneln, 2001–2013
- Folgefonntunnelen, 2001–2016
- Freifjordtunneln, 1992–2012
- Fröyatunneln och Hitratunneln, 1991–2010
- Nordkapstunneln, 1999–2012
- Oslofjordtunneln, 2000–2016
- Jondalstunneln, 2012–2020
- Atlanterhavstunneln, 2009–2020